# Миланский эдикт
Мила́нский эди́кт (лат. Edictum Mediolanense) — принятое в историографии название совместного решения римских императоров Константина и Лициния, принятого ими в феврале 313 года при встрече в Медиолане (Милане), окончательно отменявшего ограничения на отправление христианского богослужения в империи. Считается переломным моментом на пути превращения христианства в официальную религию империи.

## Предыстория
К началу IV века христианскую религию исповедовал каждый десятый житель Римской империи, то есть в общей сложности не менее 6 млн человек.
Миланский эдикт стал логическим продолжением Сердикийского эдикта о веротерпимости, данного императором Галерием 30 апреля 311 года. Сердикийский эдикт легализовал христианство и разрешал отправление обрядов при условии, что христиане будут молиться о благополучии государства и императора. При этом эдикт 311 года не давал христианам того, что они просили, в целом, не сыграв той роли, которую ему на словах приписывал Галерий. В частности, христианам не были возвращены изъятые при Диоклетиане культовые сооружения (храмы, кладбища, памятники) и иное имущество. Не были также оговорены компенсации за уничтоженные памятники, храмы, драгоценности и др.
Миланский эдикт пошёл намного дальше. Он был направлен всем главам провинциальных администраций империи. Евсевий Кесарийский пишет: «…Константин и с ним Лициний, ещё не впавший в безумие, впоследствии им овладевшее, почитая Бога дарователем всех ниспосланных им благ, единодушно издали закон, для христиан совершенно превосходный. Они послали его Максимину, который ещё правил на Востоке и заискивал перед ними».

## Содержание
Оригинальный текст эдикта не сохранился, но он цитируется Лактанцием в его труде «О смертях гонителей». Кроме текста на латинском, который приводит Лактанций, сохранился перевод на греческий, сделанный с латинского до 325 года. Этот перевод Миланского эдикта приводит Евсевий Памфил в своей книге. Данные два текста, на латинском и на древнегреческом, отличаются тем, что в латинском тексте отсутствует вступительная часть: 
В соответствии с Миланским эдиктом все религии уравнивались в правах, таким образом, традиционное римское язычество теряло роль официальной религии. Эдикт особенно выделял христиан и предусматривал возвращение христианам и христианским общинам всей собственности, которая была у них отнята во время гонений. Эдикт также предусматривал компенсацию из казны тем, кто вступил во владение собственностью, ранее принадлежавшей христианам, и был вынужден вернуть эту собственность прежним владельцам.
Традиционно считалось, что Миланский эдикт провозгласил христианство единственной религией империи. По более современному мнению, эта точка зрения не находит подтверждения как в сохранившихся пересказах эдикта, так и в обстоятельствах его составления. Так, В. В. Болотов отмечает, что «эдикт дал свободу всему населению империи держаться своей религии, при этом не стеснил привилегии язычников и открыл возможность перехода не только в христианство, но и в другие, языческие культы».